# Линурон
Линурон — гербицид из группы хлорорганических соединений и производных мочевины.

## Получение
Можно получить в результате реакции 3,4-дихлор фенилизоцианата с N,O-диметилгидроксиламином или путем взаимодействия гидроксиламинсульфата с 3,4-дихлорфенилизоцианатом и последующей реакции получаемого промежуточного продукта с диметилсульфатом.

## Характеристики
Линурон — горючее, не пахнущее твёрдое вещество, от бесцветного до белого цвета. Практически нерастворим в воде. Под действием кислот и щелочей медленно гидролизуются.

## Использование
Линурон используется в качестве средства защиты растений (селективный почвенный гербицид), а именно для борьбы с однолетними сорнякам злаковых трав, зерновых, моркови, картофеля и сои. Действует путём ингибирования фотосинтеза.
Допустимая дневная доза составляет 0,003, острая референтная доза 0,03 и приемлемый уровень воздействия на пользователя 0,009 мг на килограмм веса тела в день.

## Легальный статус
В Европейском Союзе препарат был внесён в список разрешённых гербицидов с 1 января 2004 года.
На национальном уровне линурон разрешён в 24 государствах ЕС.
В Австрии и Швейцарии разрешено использование гербицидов, содержащих это вещество, однако в Германии линурон не использоваться.